# Evi Maatman
Evi Maatman (Raalte, 30 januari 2003) is een Nederlands voetbalster die uitkomt voor sc Heerenveen in de Vrouwen Eredivisie.

## Carrière
Maatman begon te voetballen bij de plaatselijke SV Heeten. Later maakte ze de overstap naar Rohda Raalte. In 2019 volgde een tweede overstap naar Eredivisionist PEC Zwolle. Sinds het seizoen 2020/21 zit ze geregeld bij de wedstrijdselectie van de hoofdmacht. Op 23 april 2021 maakte ze haar debuut in de thuiswedstrijd tegen sc Heerenveen. Ze kwam in de 88e minuut in het veld voor Maxime Bennink. Later die week tekende ze haar eerste contract bij de Zwolse club. In 2024 maakte Maatman de overstap naar competitiegenoot sc Heerenveen. In haar debuutseizoen werd ze clubtopscorer met negen doelpunten. Op 15 juli 2025 tekende ze een nieuw éénjarig contract in Friesland.

### Carrièrestatistieken
| Seizoen                     | Club            | Land            | Competitie         | Competitie | Competitie | Beker | Beker | Internationaal | Internationaal | Overig | Overig | Totaal | Totaal |
| Seizoen                     | Club            | Land            | Competitie         | Wed.       | Dlp.       | Wed.  | Dlp.  | Wed.           | Dlp.           | Wed.   | Dlp.   | Wed.   | Dlp.   |
| --------------------------- | --------------- | --------------- | ------------------ | ---------- | ---------- | ----- | ----- | -------------- | -------------- | ------ | ------ | ------ | ------ |
| 2020/21                     | PEC Zwolle      | Nederland       | Vrouwen Eredivisie | 5          | 1          | 0     | 0     | –              | –              | 0      | 0      | 5      | 1      |
| 2021/22                     | PEC Zwolle      | Nederland       | Vrouwen Eredivisie | 22         | 4          | 0     | 0     | –              | –              | –      | –      | 22     | 4      |
| 2022/23                     | PEC Zwolle      | Nederland       | Vrouwen Eredivisie | 20         | 7          | 1     | 1     | –              | –              | –      | –      | 21     | 8      |
| 2023/24                     | PEC Zwolle      | Nederland       | Vrouwen Eredivisie | 17         | 3          | 1     | 0     | –              | –              | –      | –      | 18     | 33     |
| 2024/25                     | sc Heerenveen   | Nederland       | Vrouwen Eredivisie | 22         | 9          | 2     | 0     | –              | –              | 0      | 0      | 24     | 9      |
| 2025/26                     | sc Heerenveen   | 0               | 0                  | 0          | 0          | –     | –     | –              | –              | 0      | 0      |        |        |
| Carrière totaal             | Carrière totaal | Carrière totaal | Carrière totaal    | 86         | 24         | 4     | 1     | 0              | 0              | 0      | 0      | 90     | 25     |
| Bijgewerkt tot 15 juli 2025 |                 |                 |                    |            |            |       |       |                |                |        |        |        |        |

## Interlandcarrière

### Nederland onder 16
Op 5 december 2018 debuteerde Maatman bij het Nederland –16 in een vriendschappelijke wedstrijd tegen Engeland –16 (0–0).
| Interlands van Evi Maatman     | Interlands van Evi Maatman     | Interlands van Evi Maatman     | Interlands van Evi Maatman     | Interlands van Evi Maatman     | Interlands van Evi Maatman     |
| №                              | Datum                          | Wedstrijd                      | Uitslag                        | Soort wedstrijd                | Doelpunten                     |
| Als speelster bij Rohda Raalte | Als speelster bij Rohda Raalte | Als speelster bij Rohda Raalte | Als speelster bij Rohda Raalte | Als speelster bij Rohda Raalte | Als speelster bij Rohda Raalte |
| ------------------------------ | ------------------------------ | ------------------------------ | ------------------------------ | ------------------------------ | ------------------------------ |
| 1.                             | 5 december 2018                | Nederland – Engeland           | 0 – 0                          | Vriendschappelijk              | 0                              |
| 2.                             | 7 december 2018                | Nederland – Engeland           | 4 – 2                          | Vriendschappelijk              | 1                              |
| 3.                             | 14 februari 2019               | Nederland – Schotland          | 1 – 1                          | Vriendschappelijk              | 0                              |
| 4.                             | 16 februari 2019               | Duitsland – Nederland          | 0 – 0                          | Vriendschappelijk              | 0                              |
| 5.                             | 18 februari 2019               | Nederland – Portugal           | 1 – 3                          | Vriendschappelijk              | 0                              |
| Als speelster bij PEC Zwolle   |                                |                                |                                |                                |                                |
| 6.                             | 2 juli 2019                    | Zweden – Nederland             | 3 – 1                          | Vriendschappelijk              | 0                              |
| 7.                             | 4 juli 2019                    | Nederland – Engeland           | 0 – 2                          | Vriendschappelijk              | 0                              |
| 8.                             | 8 juli 2019                    | Noorwegen – Nederland          | 3 – 3                          | Vriendschappelijk              | 0                              |

### Nederland onder 15
Op 10 juni 2018 debuteerde Maatman bij het Nederland –15 in een vriendschappelijke wedstrijd tegen Verenigde Staten –15 (1–2).
| Interlands van Evi Maatman     | Interlands van Evi Maatman     | Interlands van Evi Maatman     | Interlands van Evi Maatman     | Interlands van Evi Maatman     | Interlands van Evi Maatman     |
| №                              | Datum                          | Wedstrijd                      | Uitslag                        | Soort wedstrijd                | Doelpunten                     |
| Als speelster bij Rohda Raalte | Als speelster bij Rohda Raalte | Als speelster bij Rohda Raalte | Als speelster bij Rohda Raalte | Als speelster bij Rohda Raalte | Als speelster bij Rohda Raalte |
| ------------------------------ | ------------------------------ | ------------------------------ | ------------------------------ | ------------------------------ | ------------------------------ |
| 1.                             | 10 juni 2018                   | Nederland – Verenigde Staten   | 1 – 2                          | Vriendschappelijk              | 1                              |
| 2.                             | 12 juni 2018                   | Nederland – Verenigde Staten   | 2 – 2                          | Vriendschappelijk              | 0                              |